# Botanophila rotundivalva
Botanophila rotundivalva este o specie de muște din genul Botanophila, familia Anthomyiidae. A fost descrisă pentru prima dată de Ringdahl în anul 1937. Conform Catalogue of Life specia Botanophila rotundivalva nu are subspecii cunoscute.